# Stanisław Pomprowicz
Stanisław Pomprowicz ps. „Student” (ur. 18 maja 1925 w Twierdzy, zm. 16 lipca 2022 w Krośnie) – żołnierz Armii Krajowej, major Wojska Polskiego, pracownik bankowości, działacz społeczny i polityczny, autor publikacji historycznych.

## Życiorys
Stanisław Ignacy Pomprowicz urodził się 18 maja 1925 w Twierdzy. Był synem Ignacego (pracownik PKP). Podczas II wojny światowej był żołnierzem Armii Krajowej. Nosił pseudonim „Student”. Ukończył studia prawa na Uniwersytecie Jagiellońskim i ekonomii na Akademii Handlowej w Krakowie. W okresie PRL przez prawie 50 lat pracował w bankach w Krośnie (w 1969 był zastępcą dyrektora Oddziału Banku Inwestycyjnego w Krośnie). W 1966 został przewodniczącym powstałego w tym roku w Krośnie (drugi w kraju po Katowicach) oddziału terenowego Stowarzyszenia Absolwentów Uniwersytetu Jagiellońskiego (wiceprzewodniczącym został Józef Kucza). Był działaczem Stronnictwa Demokratycznego. Z ramienia SD w 1969 został wybrany radnym Wojewódzkiej Rady Narodowej w Rzeszowie. Po wyborze 6 czerwca 1969 został wybrany przewodniczącym Komisji Gospodarki Komunalnej (potem pod nazwą Komisji Gospodarki Komunalnej i Mieszkaniowej). W 1973 uzyskał reelekcję w rzeszowskiej WRN. W 1973 był członkiem Wojewódzkiego Komitetu SD w Rzeszowie. Po reformie administracyjnej z 1975 od czerwca tego roku pełnił mandat radnego WRN w Krośnie. Także od czerwca 1977 był sekretarzem WK SD w Krośnie. Podczas I Wojewódzkiego Zjazdu Delegatów SD w Krośnie w styczniu 1976 otrzymał mandat na XI Kongres SD. W Krośnie był też zaangażowany w działalność osiedlowych samorządów lokalnych.
Działał w ramach Polskiego Czerwonego Krzyża. Od 1958 był członkiem Stowarzyszenia Miłośników Ziemi Krośnieńskiej, od kadencji VI do XV w latach 1984-2014 członkiem Zarządu Głównego SMZK, otrzymał tytuł członka honorowego tej organizacji. Był honorowym prezesem zarządu okręgu Krosno Światowego Związku Żołnierzy Armii Krajowej oraz sekretarzem Komisji Historyczno-Edukacyjnej przy Zarządzie Okręgowym ŚZŻAK w Krośnie. 25 lutego 2015 został wybrany prezesem Zarządu Koła ŚZŻAK w Krośnie. Publikował prace dotyczące AK na Podkarpaciu (do 2015 wydał 15 książek), placówek AK (Jasło, Krosno), w szczególności Inspektoratu Jasło ZWZ-AK. Udzielał się jako prelegent. Był też autorem opracowań monograficznych o charakterze regionalnym. Był wieloletnim redaktorem „Biuletynu Informacyjno-Historycznego” oraz autorem Zeszytów Specjalnych poświęconych osobnej tematyce związanej z AK. Inicjował upamiętnienie żołnierzy AK, ustanawianie tablic pamiątkowych i nagrobnych. Współpracował ze szkołami i bibliotekami, przekazał kilkaset publikacji na rzecz Pedagogicznej Bibliotece Wojewódzkiej w Krośnie, ufundował stypendia dla licealistów.

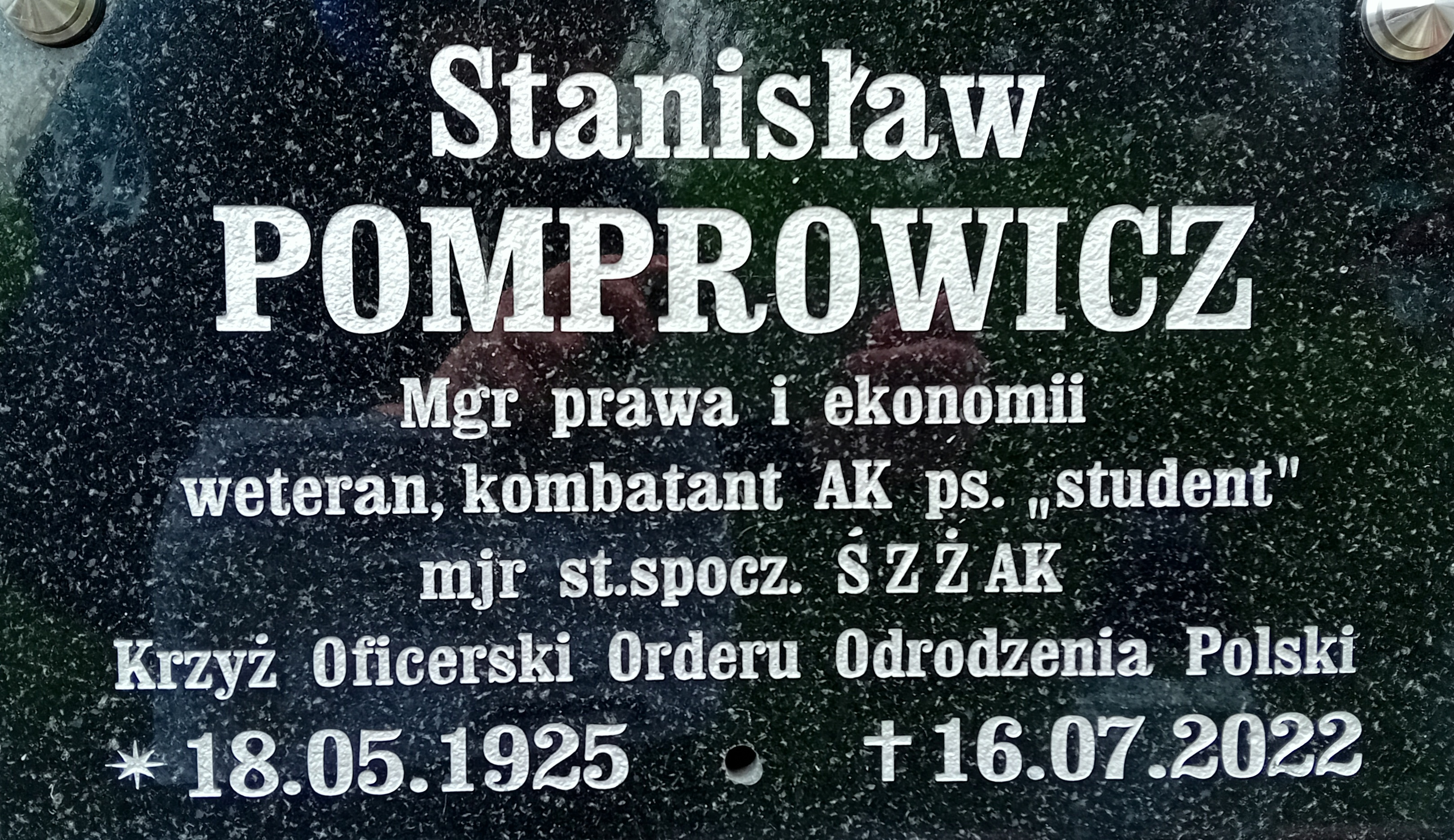
Tabliczka nagrobna Stanisława Pomprowicza

Jako kombatant został mianowany na stopień podporucznika (przed 2001), następnie porucznika (przed 2004), a potem na stopień majora (przed 2015). Na początku 2001 ogłoszono przyznanie mu patentu „Weterana Walk o Wolność i Niepodległość Ojczyzny”.
Zmarł 16 lipca 2022 w Krośnie. 30 lipca 2022 został pochowany na Cmentarzu Komunalnym w Krośnie.

## Publikacje
- Przybówka: 6 wieków (1994)[33][4][24]
- Z dziejów wsi w gminie Wojaszówka, woj. krośnieńskie. Jubileusz 600-lecia (1397-1997) (1997)[28][4][24][34]
- Wsie nad Wisłokiem Kobyle i Twierdza w Rzeszowskiem[4][24]
- Krosno w latach pod okupacją hitlerowską 1939–1944 (2000)[28][1]
- Tajne szkolnictwo w powiecie krośnieńskim[1][28]
- Kobiety w konspiracji ZWZ AK na Podkarpaciu (2004)[1][28]
- Księża Podkarpacia w walce z okupantem niemieckim 1939-1944[28]
- Służba sanitarna ZWZ-AK na Podkarpaciu (1939-1945)[28]
- Biografie Akowców. Armia Krajowa Obwód Krosno (2011)[28]

## Odznaczenia i wyróżnienia
- Wpis do „Księgi zasłużonych dla województwa krośnieńskiego” (1984)[35]
- Odznaka „Za Zasługi dla Światowego Związku Żołnierzy Armii Krajowej (przed 2015)[2][14][3]
- Odznaka „Zasłużony Działacz Kultury” (2001)[36][4]
- Odznaka honorowa „Zasłużony dla Kultury Polskiej” (przed 2015)[2][14][3]
- Nagroda honorowa Instytutu Pamięci Narodowej „Świadek Historii” (2015)[37][26][2][3]
- Medal prezydenta Krosna (za upamiętnianie historii naszego miasta i regionu, działania na rzecz ochrony pamięci narodowej oraz krzewienie patriotyzmu wśród dzieci i młodzieży)[14]
- Nagroda prezydenta Miasta Krosna „Za Zasługi dla Krosna” (2016)[31]
- Tytuł Honorowego obywatelstwa Gminy Wojaszówka (przed 2016)[3][31]